# Ra (Utopia)
Ra è il secondo album in studio del gruppo musicale statunitense Utopia, pubblicato nel 1977.

## Tracce
Side 1
1. Overture:  Mountaintop and Sunrise/Communion with the Sun – 7:15
2. Magic Dragon Theatre – 3:28
3. Jealousy – 4:43
4. Eternal Love – 4:51
5. Sunburst Finish – 7:38

Side 2
1. Hiroshima – 7:16
2. Singring and the Glass Guitar (An Electrified Fairytale) – 18:24